# Boulevard de Clichy (Van Gogh)
Le Boulevard de Clichy est une peinture à l'huile de Vincent van Gogh (1853-1890) réalisée en mars-avril 1887 à Paris et représentant le boulevard de Clichy. Elle est conservée au musée Van Gogh d'Amsterdam, sous le numéro d'inventaire S 0094 V 1962.

## Histoire et description
Vincent van Gogh arrive à Paris le 1er mars 1886 pour s'installer chez son frère Théo rue Laval, puis trois mois plus tard, toujours avec lui, dans un appartement plus grand (de quatre pièces), au 54 rue Lepic à Montmartre, où Vincent dispose de son propre atelier. On remarque le début de la rue Lepic à droite du tableau. Vincent van Gogh s'était déjà rendu à deux reprises pour de courts séjours dans la capitale française en 1874 et en 1876. Théo van Gogh, quant à lui, s'occupe de la galerie montmartroise Boussod, Valadon & Cie qui succède à la galerie Goupil. La cohabitation des deux frères leur convient, mais cependant le frère cadet déclare à propos de son frère aîné : « Vincent est toujours en train d'étudier et il travaille avec talent, mais il est regrettable que son caractère lui nuise à ce point car il est pratiquement impossible à la longue de s'entendre avec lui. » Finalement ils trouvent un accord. Vincent van Gogh étudie quelque temps à l'atelier libre de Fernand Cormon où il fait la connaissance de Louis Anquetin et d'Émile Bernard et côtoie Toulouse-Lautrec. En janvier 1887 le Portrait du père Tanguy marque une évolution dans l'œuvre de Van Gogh, inspiré par Signac et bientôt Pissarro. Van Gogh organise une exposition de quelques-uns de ses tableaux et de ses estampes japonaises au Tambourin, établissement tenu par Agostina Segatori (sujet d'une de ses grandes toiles), au même moment où il compose ce Boulevard de Clichy. Van Gogh participe plus tard avec ses amis à l'exposition du Petit Boulevard en novembre 1887 qui se tient au Grand Bouillon et commence à se faire un nom, même si les ventes sont nulles. Il fait la connaissance de Gauguin. En février 1888, il part pour Arles. 
Ce tableau a été décrit par Jacob Baart de la Faille sous le numéro de catalogue 292. Il a été présenté à Paris à l'exposition Les Hollandais à Paris 1789-1914 qui s'est tenue au Petit Palais du 6 février au 18 mai 2018.